# Người Brâu
Người Brâu (còn gọi là người Brạo) là một dân tộc ít người sinh sống chủ yếu tại Campuchia, Lào và một ít tại Việt Nam 
Tiếng Brâu là một ngôn ngữ trong ngữ tộc Môn-Khmer.
Tại Việt Nam, người Brâu được công nhận là một trong 54 dân tộc Việt Nam. Theo điều tra dân số năm 1999 thì người Brâu, cùng với người Ơ Đu, là một trong những tộc người ít dân nhất hiện nay ở Việt Nam, chỉ với 313 người, còn theo ước tính năm 2006 thì có 84 hộ với dân số 322 người, sống tập trung ở làng Đăk Mế, xã Bờ Y, huyện Ngọc Hồi, tỉnh Kon Tum, thuộc Tây Nguyên.

## Dân số
Chưa thấy số liệu chính thức mới nhất về dân số tại Lào. Số liệu điều tra dân số Campuchia năm 2008 (2008 Cambodian census) không có mục sắc tộc . Theo các nguồn khác nhau thì dân số người Brâu tại Campuchia khoảng 14.000 người, tại Lào khoảng 13.000 người tới 24.000+ người
Tại Việt Nam từ năm 1981 trở lại đây thì dân số người Brâu dao động trong khoảng 300 người. Cụ thể như sau:
- Năm 1981 có 282 người
- Năm 1989 có khoảng 231 người
- Năm 1994 có 231 người
- Đầu năm 1996 có 254 người sống trong huyện Ngọc Hồi, riêng xã Bờ Y có 253 người
- Theo Tổng điều tra dân số ngày 1 tháng 4 năm 1999, có 313 người Brâu, 155 nam, 158 nữ. Ở tỉnh Kon Tum và cả Tây Nguyên có 298 người. Ngoài ra ở các tỉnh Thái Nguyên, Tuyên Quang và Lai Châu, mỗi tỉnh có một người, ở tỉnh Bình Phước có hai người, ở đồng bằng sông Cửu Long có 10 người.
- Năm 2006 có 322 người.
- Theo Tổng điều tra dân số và nhà ở năm 2009, người Brâu ở Việt Nam có dân số 397 người, cư trú tại 7 trên tổng số 63 tỉnh, thành phố. Người Brâu cư trú tập trung tại các tỉnh: Kon Tum (379 người, chiếm 95,5% tổng số người Brâu tại Việt Nam), Thành phố Hồ Chí Minh (12 người, chiếm 3,0% tổng số người Brâu tại Việt Nam)[9]

## Cuộc sống
Người Brâu vốn ở vùng nam Lào và đông bắc Campuchia, mới nhập cư vào Việt Nam khoảng 4-5 đời nay.
Người Brâu vốn quen với cuộc sống du canh du cư, đốt rừng làm rẫy để trồng các loại lúa, ngô, sắn, sử dụng các công cụ sản xuất thô sơ như rìu, rựa và chiếc gậy chọc lỗ tra hạt. Với kỹ thuật trồng trọt này, năng suất cây trồng đạt được thấp.

## Văn hóa
Tộc người này có truyền thống văn hóa độc đáo, dù kỹ thuật nông nghiệp còn lạc hậu. Văn hóa của người Brâu thể hiện ở các phong tục như hôn nhân, ma chay; ở nghệ thuật âm nhạc độc đáo, thể hiện qua các loại nhạc cụ, dân ca; ở các kiến trúc và trang phục riêng và ở các sinh hoạt văn hóa truyền thống như thả diều, đi cà kheo, đánh phết.

### Phong tục
Trong phong tục hôn nhân, nhà trai tổ chức hỏi vợ phải nộp lễ vật cho nhà gái. Đám cưới được tiến hành tại nhà gái, và chàng rể phải ở lại nhà vợ khoảng 2 đến 3 năm rồi mới được làm lễ đưa vợ về ở hẳn nhà mình. Trong phong tục ma chay, người chết được đưa ra khỏi nhà, cho vào quan tài độc mộc và quàn tại một căn nhà riêng do dân làng dựng lên. Mọi người đến chia buồn, gõ chiêng cồng, mấy ngày sau mới mai táng. Những ché, gùi, dao, rìu... được bỏ lại trong nhà mồ được coi là số của cải gia đình dành cho người đã mất.

### Âm nhạc
Các nhạc cụ cổ truyền của dân tộc Brâu có cồng và chiêng gồm nhiều loại khác nhau. Đặc biệt có bộ chiêng tha (chỉ gồm hai chiếc) nhưng có thể trị giá từ 30 đến 50 con trâu. Chiêng tha, gồm chiêng vợ và chiêng chồng, là một biểu tượng tinh thần, quyền uy tối linh trong đời sống cộng đồng thông qua sinh hoạt lễ hội. Đó là "vật chủ" thông linh giữa thế giới phàm tục của con người và thế giới các thần trên cao, nên nó được ký thác chức năng phán truyền. Do đố bộ chiêng được đặt ở vị trí trang trọng không chỉ lúc diễn xướng mà cả khi cất giữ.
Các thiếu nữ thường chơi krông pút là nhạc cụ gồm 5-7 ống lồ ô dài ngắn không đều nhau đem ghép với nhau, tạo âm thanh bằng đôi bàn tay vỗ vào nhau ngoài miệng ống. Khi ru con hoặc trong đám cưới, người Brâu có những điệu dân ca thích hợp.

### Kiến trúc
Nhà của người Brâu có những đặc điểm rất dễ nhận, ít thấy ở nhà những dân tộc khác. Nhà của họ là kiểu nhà sàn, mái dốc, cạnh nhà chính có nhà phụ là nơi ở của những người già và cất giữ lương thực, đồ dùng
Trước hết, người Brâu rất chú trọng làm đến việc làm đẹp cho ngôi nhà. Điều này được thể hiện ở các kiểu "sừng đầu đốc". Chỉ trong một làng nhỏ có thể thấy nhiều kiểu khác nhau. Chạy dọc theo sống nóc, người ta còn dựng một dải trang trí không chỉ đẹp mà còn rất độc đáo.
Bộ khung nhà với vì kèo đơn giản, vách che nghiêng theo thế "thượng khách hạ chủ". Cách bố trí trên mặt bằng sinh hoạt: vào nhà từ phía đầu hồi. Thang bắc lên một gian hồi để trống rồi mới vào nhà. Cách bố trí trên mặt sàn của gian hồi này cũng rất đặc biệt. Mặt sàn chia làm ba phần với các độ chênh khác nhau.
Trong nhà chia đôi theo chiều dọc, nửa về bên trái, một phần dành cho con gái, còn lại là nơi sinh hoạt của con trai về ban ngày vì đêm họ ra ngủ tại nhà rông. Còn nửa kia đặt bếp.

### Trang phục
Người Brâu có trang phục đơn giản nhưng vẫn thể hiện cá tính trong tạo hình và trang trí.
Nam giới ở trần, đóng khố. Đến khoảng 14 đến 16 tuổi, con trai Brâu phải cưa bốn răng cửa hàm trên, và thường xăm mặt, xăm mình.
Phụ nữ để tóc dài hoặc cắt ngắn, đeo nhiều vòng trang sức (chuỗi hạt cườm ngũ sắc, hoặc vòng đồng, bạc) ở tay chân và cổ. Trước đây, phụ nữ để mình trần, mặc váy hở, quấn quanh thân. Thân váy được xử lý mỹ thuật ở phần đầu váy và chân váy với lối đáp các miếng vải khác màu có các sọc đen ngang đơn giản chạy ngang. Mùa lạnh họ mang chiếc áo chui đầu, cộc tay, khoét cổ. Đây là loại áo ngắn thân thẳng, tổng thể áo có hình gần vuông. Thân áo phía mặt trước và sau được xử lý mỹ thuật cũng theo nguyên tắc như váy. Toàn bộ thân trước màu sáng có đường viền đậm trên vai và gấu áo. Lưng áo được xử lý màu sáng có sọc ngang đơn giản nửa phía dưới áo.